# Yacine Hariou
Yacine Hariou – algierski zapaśnik walczący przeważnie w stylu klasycznym. Brązowy medalista igrzysk afrykańskich w 1995. Zdobył trzy medale na mistrzostwach Afryki w latach 1992 – 1994